# سیارک ۴۴۲۱۶
سیارک ۴۴۲۱۶ (به انگلیسی: 44216 Olivercabasa، نامگذاری:1998PH) چهل و چهار هزار و دویست و شانزدهمین سیارک کشف شده‌است که در ۴ اوت ۱۹۹۸ کشف شد.